# Типіка (кава)
Кава типіка (лат. Typica) — один із двох основних найбільш культурно та генетично важливих різновидів аравійського кавового дерева у світі. Відрізняється високою якістю. Є прабатьківським сортом для більшості гібридів кави.

## Опис
Це високорослий сорт, що характеризується дуже низькою продуктивністю, сприйнятливістю до основних захворювань і хорошою якістю напою. Плодоносити починає на 4 рік. Має високий потенціал урожайності. Дуже висока сприйнятливість до іржі кавового листя, нематоди та хвороби кавових ягід. Добре пристосована до найхолодніших умов.

## Історія
Вважається, що типіка, як і вся арабіка, походить з південно-західної Ефіопії. Десь у XV—XVI столітті її привезли до Ємену. З Ємену вона потрапила до Індії, де її почали вирощувати ще до 1700 року. У 1696 і 1699 роках насіння кави відправлені з Малабарського узбережжя Індії на острів Батавія (сьогодні називається Ява в Індонезії). Саме ці кілька насінин дали початок відомому нам сорту типіка. У 1706 році одна кавова рослина типіки була вивезена з Яви в Амстердам і отримала місце в ботанічному саду. З Нідерландів типіка відправлена у 1719 році колоніальними торговими шляхами до Голландської Гвіани (нині Суринам), а потім до Каєнни (Французька Гвіана) в 1722 році, а звідти в північну частину Бразилії у 1727 році. Типіка потрапила до південної Бразилії між 1760 і 1770 роками. З Парижа рослини відправлені на Мартиніку у Вест-Індії в 1723 році. Англійці завезли каву типіка з Мартиніки на Ямайку в 1730 році, потім у Санто-Домінго в 1735 році, звідти на Кубу в 1748 році. Пізніше: Коста-Рика (1779) і Сальвадор (1840). З кінця XVIII століття, культивування поширилося на Кариби (Куба, Пуерто-Рико, Санто-Домінго), Мексику і Колумбію, а звідти по всій Центральній Америці (вирощувалося в Сальвадорі ще в 1740 році).
До 1940-х років більшість кавових плантацій у Південній та Центральній Америці були засаджені типікою. Оскільки вона є низьковрожайною та дуже сприйнятливою до основних захворювань кави — поступово була замінена в більшій частині Америки, але все ще широко вирощується в Перу, Домініканській Республіці та на Ямайці, де її називають Jamaica Blue Mountain.
Природною мутацією типіки є марагоджип — різновид із найбільшими кавовими бобами.

## Виробництво
Як і бурбон вирощується на висоті від 1000 до 2000 метрів над рівнем моря, іноді трохи нижче, але її врожайність у середньому на 20-30 % нижча, ніж урожайність кави бурбон. Якість обох культиварів майже однакова, хоча бурбон, за загальними показниками трохи перевершує типіку за смаковими якостями.